# Gorgonops
Gorgonops è un genere estinto di terapsidi, appartenente ai gorgonopsi. Visse nel Permiano superiore (circa 260 - 254 milioni di anni fa) e i suoi resti fossili sono stati ritrovati in Sudafrica.

## Descrizione
Questo animale era di dimensioni medio - grandi; a seconda delle specie, il cranio era lungo dai 22 ai 35 centimetri, e la lunghezza totale del corpo era compresa tra i 1,2 e i 2,2 metri di lunghezza. Come tutti i gorgonopsidi, anche Gorgonops era dotato di un grande cranio con un muso allungato e robusto, armato di denti anteriori nella premascella aguzzi e simili a incisivi, seguiti da un paio di zanne allungate simili a canini e da piccoli denti posteriori. Il cranio di Gorgonops era grande in relazione alle dimensioni corporee; il cranio era molto profondo e con un profilo triangolare se visto dall'alto. Le caratteristiche più distintive erano i già citati canini superiori, che potevano arrivare ai 12 centimetri di lunghezza e quasi superavano il margine inferiore della mandibola quando la bocca era chiusa. La mandibola era più profonda nella parte anteriore, proprio nella zona corrispondente ai canini superiori, probabilmente a protezione degli stessi, in una maniera simile alle flange ossee di alcuni mammiferi predatori dai denti a sciabola caratteristici del Cenozoico.

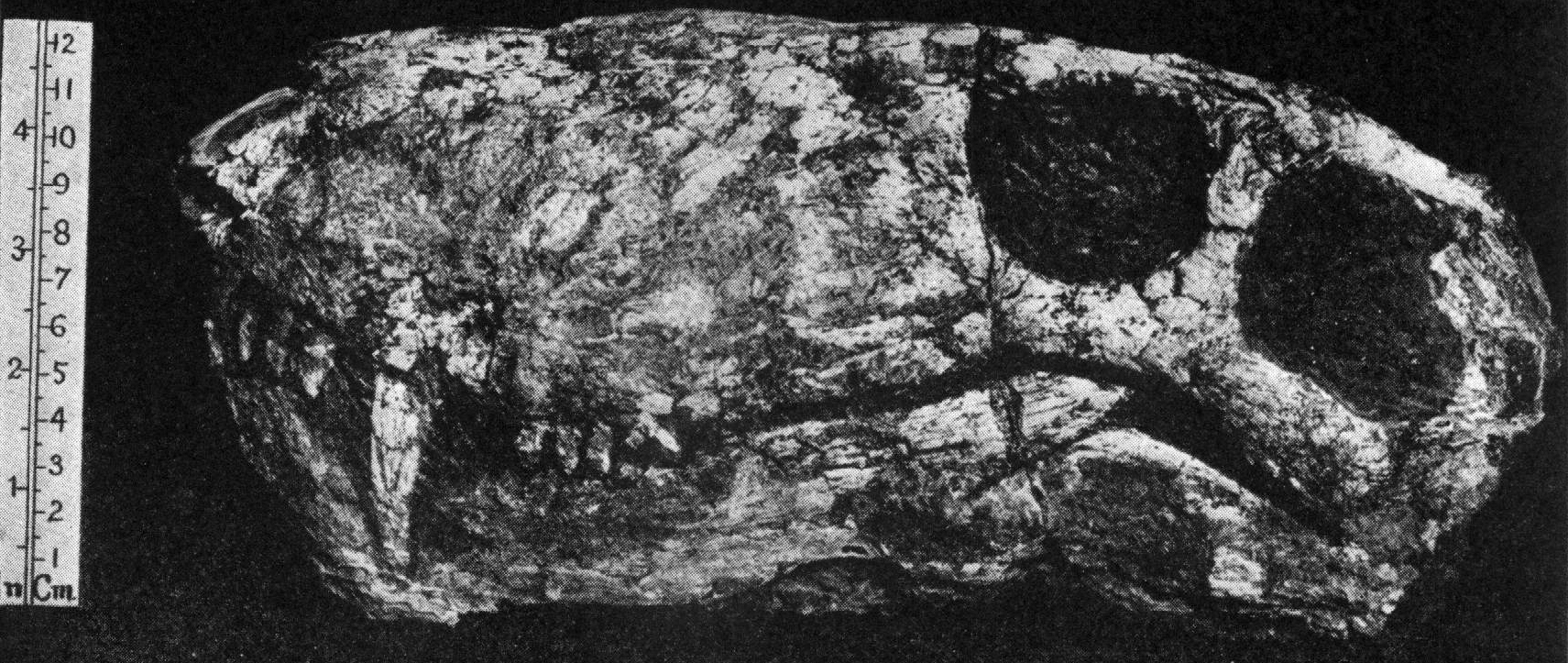
Cranio di Gorgonops whaitsi

## Classificazione
Il genere Gorgonops venne istituito da Richard Owen nel 1876, sulla base di resti fossili ritrovati in terreni risalenti al Permiano superiore in Sudafrica. La specie tipo è Gorgonops torvus, nota inizialmente per un cranio appiattito ritrovato nella zona di Mildenhalls (Fort Beaufort) in Sudafrica; in seguito sono stati scoperti altri esemplari, tutti provenienti dalla "zona a Tropidostoma" e dalla "zona a Cistecephalus". Questa specie era di medie dimensioni, e si distingueva dalle altre specie assegnate al genere per il muso più allungato e altri dettagli delle ossa craniche. La specie G. whaitsi, inizialmente considerata un genere a sé stante (Scymnognathus), era più grande e dotata di un cranio più largo posteriormente; sembra che questa specie possa essere meno derivata di G. torvus. Una terza specie, G. longifrons, descritta inizialmente da Haughton nel 1915 come Gorgonognathus longifrons, era più grande (cranio lungo 35 centimetri) e dotata di orbite più grandi e di un muso più lungo; potrebbe essere derivata da G. whaitsi. 

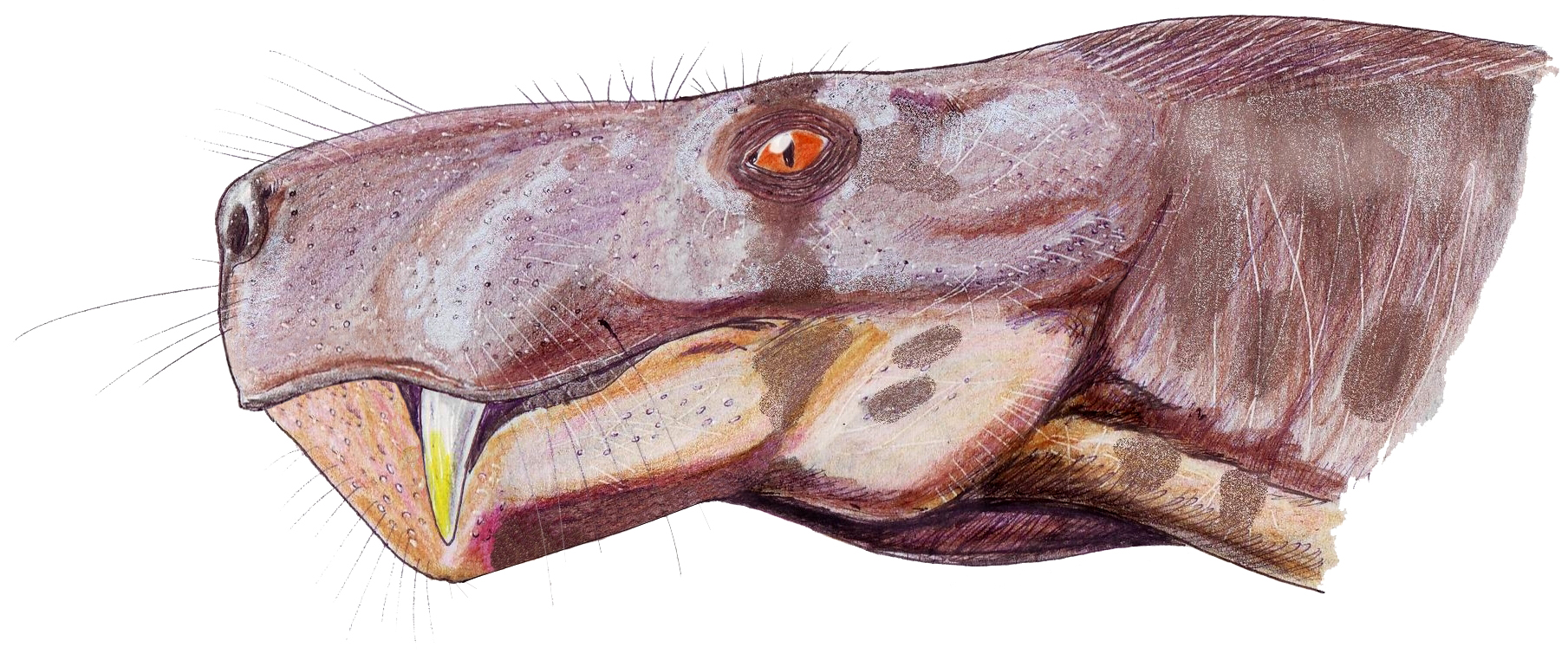
Ricostruzione della testa di Gorgonops torvus

Gorgonops è il genere eponimo dei gorgonopsi, un gruppo di terapsidi predatori molto diffusi nel Permiano superiore, e della famiglia Gorgonopsidae. Inizialmente era considerato un membro basale del gruppo, ma in seguito ad altre analisi Gorgonops è stato considerato un rappresentante piuttosto derivato, vicino all'origine del clade Rubidgeinae, comprendente i gorgonopsdi più derivati. 

## Paleoecologia
Gorgonops doveva essere uno dei massimi predatori del suo ecosistema; i lunghi denti simili a canini permettevano a questo animale di essere efficace nella predazione di animali di grandi dimensioni e dal corpo corazzato, come i pareiasauri.